# Víctor Ephanor
Epanor Vítor da Costa Filho, o Vítor en Brasil, Víctor en Colombia, en Colombia y Ecuador conocido como Víctor Ephanor (Río de Janeiro, 1 de septiembre de 1949), es un exfutbolista brasileño nacionalizado ecuatoriano, jugaba como volante izquierdo o delantero.

## Trayectoria Deportiva

### Botafogo
Vítor comenzó su carrera en Botafogo en el año de 1966; en el año de 1967 obtiene su primer bicampeonato ganando el Torneo Início del campeonato Carioca y el Campeonato Carioca.

### Ceara
Para el año 1970  es fichado por el  Ceará, ganó el Campeonato Cearense en el año  1971.

### Atlético Junior
En el año de 1972 jugó en el  campeonato colombiano, anotando 20 goles con la camiseta del Atlético Junior.

### Retorno al Flamengo
En 1973 pasó al Flamengo y jugó en seis ocasiones en el Campeonato Carioca de ese año, marcando un gol al Olaria.

### Atlético Junior
Volvió a Colombia, jugó para Atlético Junior, con cuya camiseta fue máximo goleador en el campeonato colombiano de 1974 con 33 goles. En el campeonato colombiano de 1975 quedó como segundo máximo goleador de la temporada con 29 goles.

### Independiente Medellín
En el año de 1976 es fichado por el Independiente Medellín antes de ser traspasado al equipo Barcelona de Guayaquil.

### Barcelona Sporting Club

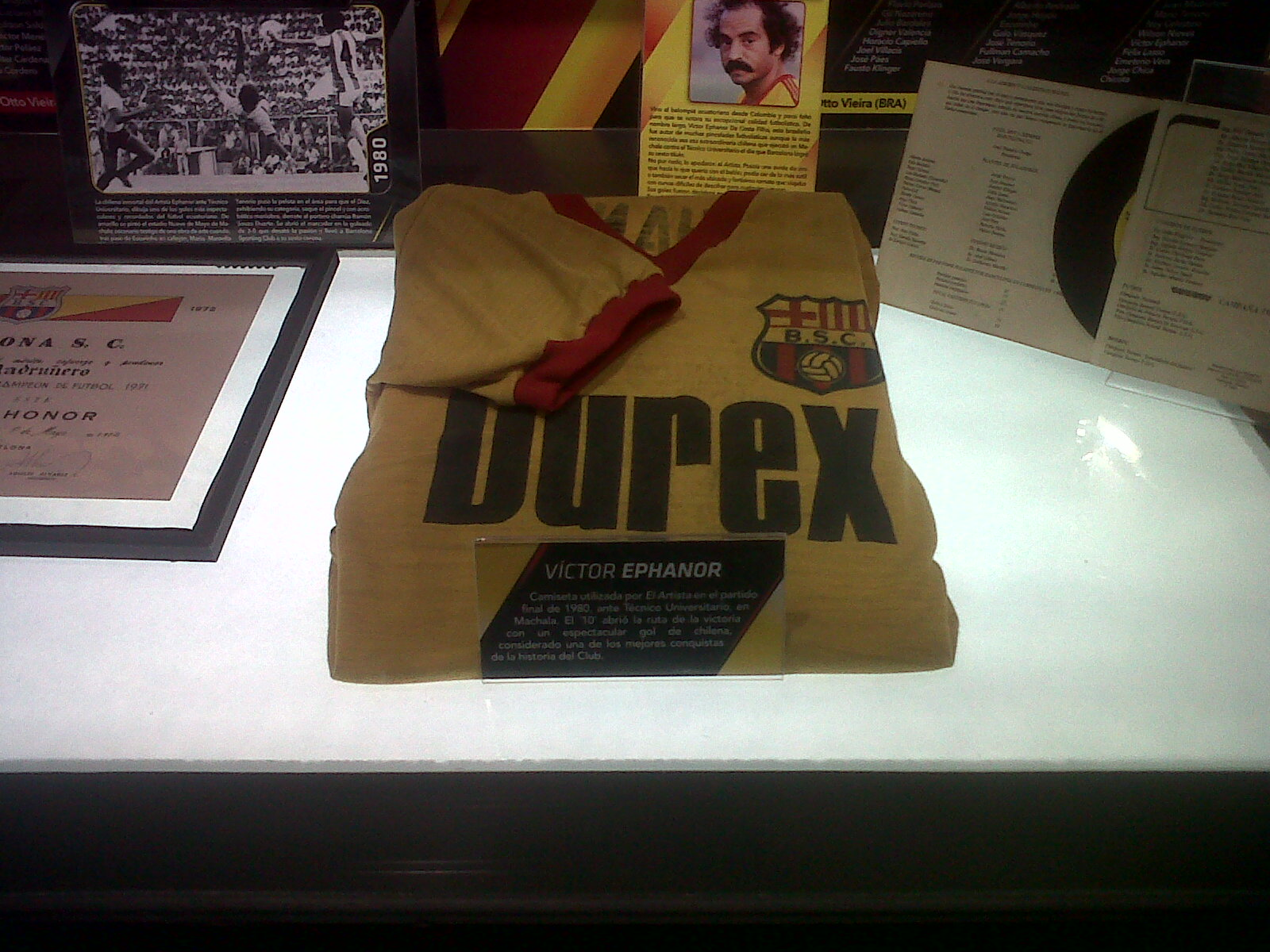
Camiseta que utilizó Víctor Ephanor en el Barcelona de Guayaquil en el año de 1981.

Para el año de 1976 es traspasado al Barcelona de Guayaquil. En el equipo amarillo se convirtió en uno de los principales elementos del club, siendo titular en varias ocasiones y en distintas posiciones. En 1980 contribuyó a la victoria del campeonato nacional con dos partidos claves: uno en la victoria 4-1 sobre el Técnico Universitario de Ambato; y el otro en Machala, en el decisivo por el título, en el cual abrió el marcador a favor de su equipo; el cual resultó ganador el equipo de Barcelona por un marcador de 3-0. En ese mismo año anotó 18 goles con los cuales se ajunta como máximo goleador de su equipo, y el tercero en el campeonato Ecuatoriano. En 1981 su posición fue de 10; esa temporada fue el mejor anotador de Barcelona con su compatriota Alcides, con 22 goles. Después de 145 partidos y 70 goles en el equipo amarillo, regresó a Colombia. Con el Barcelona logró su segundo bicampeonato como futbolista en las temporadas de 1980 y 1981.

### Unión Magdalena
En el año de 1984 se une al club Unión Magdalena, con el cual firma un contrato por media temporada; para la mitad de la temporada regresa a Brasil.

### Madureira  y Al-Halla (Retiro)
En Brasil jugó para el Madureira la mitad de temporada antes de fichar por el Al-Hallar de Arabia Saudita el club en el cual anunció su retiro como jugador; Ephanor se retiró a finales del año 1985.

## Campeonatos nacionales
| Título                               | Club      | País    | Año  |
| ------------------------------------ | --------- | ------- | ---- |
| Torneo Início del Campeonato Carioca | Botafogo  | Brasil  | 1967 |
| Campeonato Carioca                   | Botafogo  | Brasil  | 1967 |
| Campeonato Cearense                  | Ceará     | Brasil  | 1971 |
| Campeonato Nacional                  | Barcelona | Ecuador | 1980 |
| Campeonato Nacional                  | Barcelona | Ecuador | 1981 |

## Distinciones individuales
| Distinción                              | Club            | Goles | País     | Año  |
| --------------------------------------- | --------------- | ----- | -------- | ---- |
| Máximo goleador de la Primera A         | Atlético Junior | 33    | Colombia | 1974 |
| Segundo máximo goleador de la Primera A | Atlético Junior | 29    | Colombia | 1975 |
| Tercer máximo goleador del Junior       | Atlético Junior | 86    | Colombia | 1976 |
| Tercer máximo goleador de la Serie A    | Barcelona       | 20    | Ecuador  | 1980 |
| Sexto máximo goleador del Barcelona     | Barcelona       | 73    | Ecuador  | 1981 |